# Comunidad científica
La comunidad científica consta del cuerpo total de científicos junto a  sus relaciones e interacciones. Se divide normalmente en "subcomunidades", cada una trabajando en un campo particular de la ciencia (por ejemplo existe una comunidad de robótica dentro del campo de las ciencias de la computación). Los miembros de una misma comunidad no necesitan trabajar en conjunto. La comunicación entre miembros es establecida por la diseminación de trabajos de investigación e hipótesis a través de artículos en revistas científicas que son minuciosamente revisados, o asistiendo a conferencias donde presentan las nuevas investigaciones o realizan y debaten nuevas ideas. La incorporación a asociaciones presentes dentro de cada subcomunidad, es generalmente una función de la educación, estado laboral y afiliación institucional. 
Histórica y actualmente los científicos han usado una variedad de métodos para determinar quién pertenece o no a la comunidad científica, lo cual es, generalmente un requerimiento para determinar qué campos de investigación pueden ser marcados como "ciencia". Los campos de conocimiento que aparentan ser científicos, pero son juzgados como fuera de las normas de la comunidad científica, son clasificados como "pseudociencia".

## Consenso científico
El consenso de la comunidad científica se rige a partir del método científico. El método científico implícitamente, requiere la existencia de la comunidad científica, donde los procesos de revisión por pares y reproducibilidad son llevados a cabo.
Es la comunidad científica la que reconoce y soporta el actual consenso científico dentro de un campo: "el Paradigma científico reinante", el cual se mantendrá vigente y resistirá el cambio hasta que se presente una verdadera evidencia sustancial y repetida que tenga  el argumento suficiente para poder demandar y demostrar un cambio de paradigma o nuevo enfoque o complemento; de acuerdo a la teoría de cambio científico llevada adelante por Thomas Kuhn. 
De acuerdo a Kuhn, nuevas subcomunidades son establecidas alrededor de nuevos paradigmas al desarrollar su propia terminología, sentido histórico y sentido de problemas que resolver (y aquellos a ignorar).
En ocasiones, quienes postulan o están a favor de una hipótesis o teoría con apoyo minoritario, por ende están en contra del "Paradigma científico vigente". Además suelen usar el término "Paradigma" como un término despectivo, de modo que exaltar su teoría o hipótesis como un cambio de mentalidad e ideas, frente a lo que ellos definen como una "ortodoxia" dentro de la comunidad científica. 

### El criterio de verdad
La posición de Hume frente a Kant sentó las bases para planteamientos logicistas, historicistas, estructuralistas, entre otros, al interior de la filosofía de la ciencia.

#### El pensamiento de Karl Popper
Karl Popper propone sustituir el problema de la verificación por el de la falsación. Para él una teoría es científica si puede ser sometida a una contrastación falsadora, que es refutable aunque no haya sido falsada.

#### El pensamiento de Thomas Kuhn
Fue a partir de 1961 que se comenzó a debatir alrededor de términos como paradigma, comunidad científica, ciencia normal y revolución científica. En 1969 cambió el término de paradigma por el de matriz disciplinaria, debido a una crítica hecha por la profesora Margaret Masterman quien consideraba que Kuhn utilizaba el término inicial en veintiún sentidos diferentes.
La matriz estaría compuesta por cuatro elementos: Las generalizaciones simbólicas, Los compromisos compartidos con creencias, los valores compartidos por las comunidades y los ejemplares.

#### El pensamiento de Imre Lakatos
Imre Lakatos propone abordar el problema de la evaluación objetiva del desarrollo de la ciencia en términos de cambios progresivos y cambios degenerativos de problemas en las series de teorías científicas. Esta continuidad se desarrolla a partir de un verdadero programa de investigación.